# Liste der Monuments historiques in Levallois-Perret
Die Liste der Monuments historiques in Levallois-Perret führt die Monuments historiques in der französischen Gemeinde Levallois-Perret auf.

## Liste der Bauwerke
| Bezeichnung                             | Beschreibung | Standort                                                                  | Kennzeichnung | Schutzstatus | Datum | Bild           |
| --------------------------------------- | ------------ | ------------------------------------------------------------------------- | ------------- | ------------ | ----- | -------------- |
| Institut hospitalier franco-britannique |              | 48, 52, rue de Villiers Rue Barbès 2, rue Voltaire 75, rue Chaptal (Lage) | PA00088114    | Inscrit      | 1987  | weitere Bilder |
| Temple de la Petite Étoile              |              | 81, rue Anatole-France (Lage)                                             | PA00125465    | Classé       | 1995  | weitere Bilder |
| Maurische Villa                         |              | 11, 13, 13 bis villa Chaptal (Lage)                                       | PA00125466    | Classé       | 1993  | weitere Bilder |

## Liste der Objekte
- Monuments historiques (Objekte) in Levallois-Perret in der Base Palissy des französischen Kultusministeriums